# Kasteel Croy

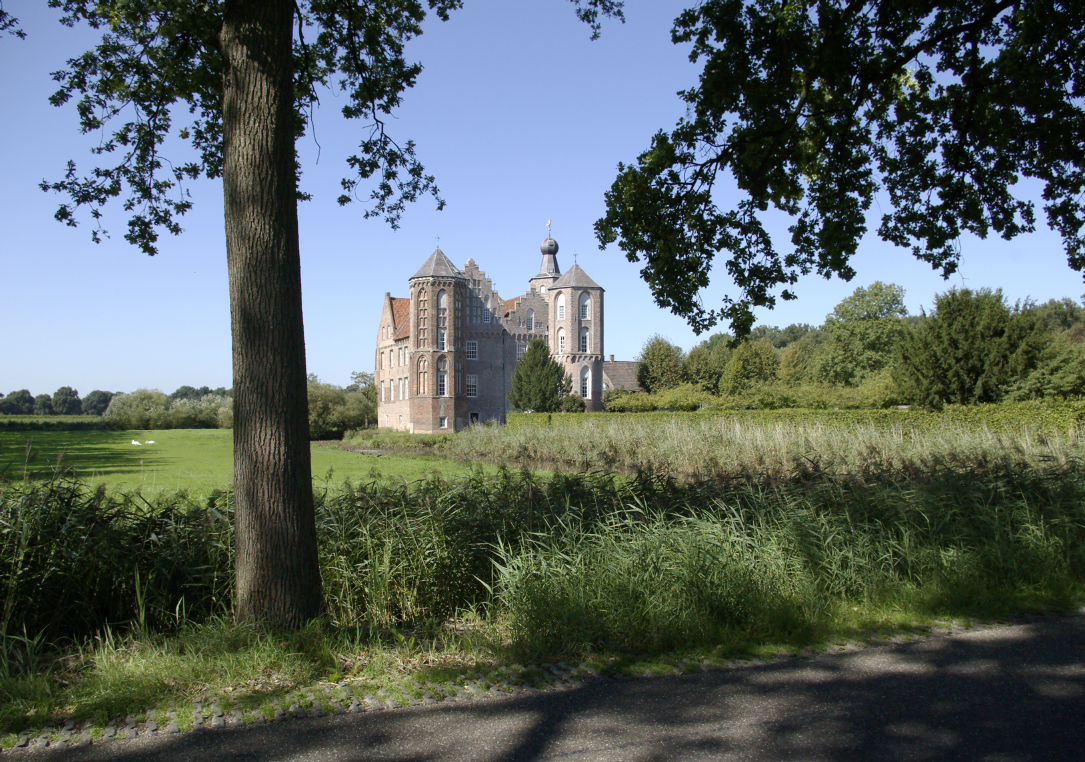
Het kasteel Croy in 2006

Het kasteel Croy is een niet meer bewoond kasteel in de Nederlandse provincie Noord-Brabant, gelegen bij Aarle-Rixtel, dat onder de gemeente Laarbeek valt, grenzend aan de gemeente Helmond. Van 1642 tot 1968 behoorde Croy onder de toenmalige gemeente Stiphout (daarna behorend tot de gemeente Helmond). Sinds 1795 wordt er bier gebrouwen. Ook wordt de oorspronkelijke kudde Rambouillet-merino-schapen in ere hersteld.

## Geschiedenis
De oudste delen van het kasteel van Croy dateren vermoedelijk uit het midden van de vijftiende eeuw. In 1472 bezat Rutger van Erp op Strijp een slotje met hoeve, ongeveer 20 bunder groot. In 1477 verkocht hij het slotje aan Jacob van Croy. Jacob stamde uit de familie De Croÿ, onderdeel van de Bourgondische hofadel. In 1436 werd hij op het kasteel van Chimay in België geboren als zoon van Jan II van Croÿ, prins van Chimay. Jacob was tevens onder meer domheer van Keulen en bisschop van Kamerijk. De Croy is echter slechts 17 jaar eigenaar geweest van het "slotje", want in 1494 verkocht De Croy het kasteel aan Cornelis I van Bergen. Waarschijnlijk is Cornelis degene geweest die het kasteel in zijn definitieve omvang heeft laten bouwen. Tevens liet Cornelis het poortgebouw bouwen aan de andere kant van de gracht, vlak bij de huidige Franse boerderij.
Door eeuwen heen hebben verschillende adellijke families het kasteel bewoond. De laatste adellijke familie was de familie Van der Brugghen. De nieuwe eigenaar van Croy werd in 1772 Jan Anthonie van der Brugghen. Van der Brugghen werd op 5 januari 1747 in Indonesië te Rembang (Java) geboren als zoon van Dirk Willem van der Brugghen. Zijn vader was opperkoopman en gezaghebber te Soerabaja. In 1758 vertrok het gezin Van der Brugghen naar Nederland. In 1770 trouwde Jan Anthonie met Maria Fortunee le Boulenger, stammend uit Franse adel.
In 1778 verkocht Jan Anthonie het kasteel aan zijn halfbroer Johan Karel Gideon van der Brugghen (in verband met de dood van hun moeder), die in 1753 te Colombo, Ceylon, werd geboren. Carel Gideon was gehuwd met Margaretha Geertruide Falck, bij wie hij 4 kinderen kreeg, namelijk Johan Gideon, George Tammo, Johanna Carolina en Louis Carel Auguste. In 1809 kreeg hij Frans bezoek: Koning Lodewijk Napoleon bracht een bezoek aan Croy. Onderweg had hij het dorp Aarle-Rixtel bezocht, waar toen de pest heerste. Lodewijk Napoleon was vriendelijk voor de burgers van Aarle-Rixtel. Hij liet er onder meer 2000 dekens uitdelen en schonk een grote som geld aan de lijdende, zieke bevolking.
Inmiddels was Johan Karel tevens eigenaar geworden van goederen in de gehuchten Binderen en Kruisschot. Op Binderen liet Johan Karel diverse vloeiweiden aanleggen waarbij hij gebruik maakte van het kalkrijke water van de Zuid-Willemsvaart. Johan Karel was daarnaast tevens een schapenfokker. Zodoende liet hij een groot aantal Spaanse rammen overkomen om die te kruisen met de Kempische heideschapen. Een van de drie zonen van Van der Brugghen was George Tammo van der Brugghen. Hij werd op 1 december 1784 in Utrecht geboren. Hij vocht onder andere als tweede luitenant bij het tweede regiment lansiers van de Franse keizerlijke garde.
Zijn voorlopig laatste gevecht was de Slag bij Waterloo, aan de Nederlandse kant. Tijdens deze grote slag raakte hij ernstig gewond. In 1840 werd hij gepensioneerd. Inmiddels was hij teruggekeerd op Croy, waar hij 24 jaar later, op 14 augustus 1864, overleed.
Freule Jeanne Caroline Constance Wilhelmine van der Brugghen (Constance genoemd) was de enige dochter van jhr. Johan Karel. Zij werd in Utrecht geboren en protestants gedoopt. Ze had echter een bijzonder oecumenische instelling. Als laatstlevend kind van Johan Karel van der Brugghen bleef ze op het kasteel achter. Zij liet zich in 1871 katholiek dopen. Twee jaar later overleed ze. In haar testament had ze laten vastleggen dat het kasteel onderdak zou moeten bieden aan 20 Stiphoutse en 10 Aarle-Rixtelse ouderen, onder beheer van twee collatoren-provisoren, de pastoor en de burgemeester van Stiphout. Haar wens kwam uiteindelijk in vervulling, want in 1873 namen de Zusters van Liefde, die inmiddels de Mariëngaarde in Aarle-Rixtel hadden betrokken, de zorg op zich voor de oudjes onder de mantel van het Stiphoutse. Het armenbestuur heet nu Stichting Geloof Hoop en Liefde.
In 1990 werd het kasteel vanbinnen grondig gerestaureerd en kreeg het de bestemming van kantoor. Het wordt niet meer bewoond, maar huisvest tegenwoordig een aantal bedrijven.
Gedurende 2024 wordt het kasteel opnieuw grondig onderhouden en staat het een jaar in de steigers en is het niet toegankelijk voor bedrijven en bezoekers.